# NGC 156

NGC 156

 إن جي سي 156 أو NGC 156 هي مجرة في كوكبة قيطس اكتشفت في عام 1882م.

## روابط خارجية
- NGC 156 على موقع ويكي سكاي: DSS2, SDSS, GALEX, IRAS, Hydrogen α, X-Ray, Astrophoto, Sky Map, Articles and images